# U34CH型柴油机车
U34CH型柴油机车是美国通用电气公司于1970年代初推出的一款干线客运柴油机车。这款机车是在U36C型柴油机车的基础上发展而来，为满足都市圈通勤铁路的运输需要而制造的客运柴油机车。

## 运用历史
1970年至1978年间，通用电气公司共生产了33台U34CH型柴油机车。其中32台机车是为新澤西州運輸部（NJDOT）制造，于1970年至1973年期间交付伊利拉克瓦纳铁路及投入新泽西通勤铁路使用，主要用来牵引由普里曼标准公司制造的彗星型铁路客车。最后一台机车于1978年交付紐約大都會運輸署（MTA）并投入杰维斯港线使用，这台机车是利用一台因事故报废的U30C型柴油机车改造而成。
1976年，伊利拉克瓦纳铁路申请破产后被联合铁路公司兼并，U34CH型柴油机车的使用权亦随之转让。1983年，U34CH型柴油机车的运用和检修工作全部转交由新泽西公共交通公司负责。1990年代初，新泽西公共交通公司和紐約大都會運輸署开始计划淘汰日渐老旧的U34CH型柴油机车，随着经过现代化改造的GP40PH-2、GP40FH-2型柴油机车投入运用，U34CH型柴油机车亦逐步停运报废。

## 技术特点
U34CH型柴油机车的总体结构与U36C型柴油机车大致相同，唯一的区别是前者具备了为旅客列车供电之列车供电系统（HEP）。U34CH型柴油机车同样装用一台16气缸、四冲程、涡轮增压的FDL16型柴油机，当转速为每分钟1050转时的额定功率为3600马力。机车上加装了一台与柴油机同轴驱动的副发电机，这台专门为列车供电的副发电机是三相交流工频同步发电机，输出电压为480伏特60赫兹三相交流电。
由于柴油机曲轴输出直接驱动副发电机，在机车向列车供电时为了保持供电电源稳定性，柴油机需要长时间维持每分钟900转的较高转速（即副发电机的额定转速），此时柴油机的最大功率为3430马力；而且副发电机会消耗柴油机的部分功率（最多670马力），因此用于牵引的实际功率为3430马力再扣除供电功率（视乎供电负载情况）。当U34CH型柴油机车无需向列车供电时，柴油机的工作方式和输出功率与U36C型柴油机车相同。

## 参看
- U36C型柴油机车
- F40PH型柴油机车
- GP40P型柴油机车